# 池宮正治
池宮 正治（いけみや まさはる、1940年8月28日 - ）は、日本の文学者。専門は琉球文学。琉球大学名誉教授。
沖縄県出身。1964年、早稲田大学文学部国文科卒。1967年、同大学院修士課程修了、琉球大学法文学部助教授、のち教授。2006年、定年退官。1980年、沖縄文化協会賞。1996年、伊波普猷賞受賞。2020年、瑞宝中綬章受章。

## 著書
- 『おもろさうしふし名索引』南西印刷出版部 1979
- 『おもろさうし諸本校異表』南西印刷出版部 1980
- 『琉球文学論』沖縄タイムス社 1980 タイムス選書
- 『沖縄芸能文学論』光文堂企画出版部 1982
- 『近世沖縄の肖像 文学者・芸能者列伝』ひるぎ社 1982 おきなわ文庫
- 『琉球文学論の方法』三一書房 1982
- 『沖縄の遊行芸 チョンダラーとニンブチャー』ひるぎ社 1990
- 『沖縄ことばの散歩道』ひるぎ社 1993 おきなわ文庫
- 『続・沖縄ことばの散歩道』ひるぎ社 1995 おきなわ文庫
- 『琉球古語辞典混効験集の研究』第一書房 1995 南島文化叢書
- 『琉球文学総論 池宮正治著作選集1』、各・島村幸一編、笠間書院 2015
- 『琉球芸能総論 池宮正治著作選集2』
- 『琉球史文化論 池宮正治著作選集3』

## 単著以外
- 『嘉徳堂規模帳』翻字・解題 法政大学沖縄文化研究所 1986 沖縄研究資料
- 『宜野座村字松田（古知屋）の組踊集 翻刻集』編著 　宜野座村教育委員会 1989
- 『古琉球をめぐる文学言説と資料学 東アジアからのまなざし』小峯和明共編 三弥井書店 2010

## 参考
- Researchmap 池宮正治
- 池宮正治先生略歴・研究業績 (池宮正治先生退官記念号) 日本東洋文化論集 2006-03 NAID 40007258314